# Nomascus hainanus
Nomascus hainanus (лат.) — обезьяна семейства гиббоновые, обитающая в настоящее время лишь на территории китайского острова Хайнань. Находится на грани вымирания. Ведёт древесный образ жизни, питается преимущественно фруктами.

## Таксономия
Ранее Nomascus hainanus считался подвидом восточного чёрного номаскуса (лат. Nomascus nasutus), обитающего на территории вьетнамских провинций Хоабинь и Каобанг, а также городского округа Цзинси в Гуанси-Чжуанском автономном районе Китая, или же чёрного хохлатого гиббона (лат. Nomascus concolor), встречащегося в Лаосе, северном Вьетнаме и китайской провинции Юньнань. В настоящее время на основе различий в меховом окрасе и производимых звуках хайнаньские приматы считаются отдельным видом.

## Ареал и охранный статус
Международным союзом охраны природы хайнаньскому гиббону присвоен охранный статус CR (англ. «Critically endangered»). За прошедшие полвека численность вида катастрофически снизилась. В 1950-х на острове было отмечено более двух тысяч гиббонов, тогда как исследование 2003 года обнаружило всего лишь две группы общей численностью 13 особей, а также двух самцов-одиночек. В 2004 году размер популяции составлял от 12 до 19 особей, все из которых обитали в пределах национального заповедника Баванлин. Последнее исследование насчитало 23 примата: группы из 11 и 7 особей, а также четыре одиночки, все в пределах заповедника. Основными причинами резкого уменьшения популяции являются утрата мест обитания (более четверти ареала в своё время заняли незаконные целлюлозные плантации) и браконьерство. В настоящее время сохранности вида угрожают любой сильный ураган или эпидемия.
В 2012 году вид был включён в перечень из сотни видов, находящихся под наибольшей угрозой исчезновения, в совместной публикации Комиссии по выживанию видов IUCN и Зоологического общества Лондона.

## Меры по сохранению
Необходимо исследовать подходящие для обитания хайнаньского гиббона регионы на острове с целью обнаружения неучтённых особей, особенно территории заповедников Дяолошань, Ингэлин и Цзяньфэнлин. Что касается существующей популяции, требуется тщательно за ней наблюдать и защищать как среду обитания, так и самих приматов. Для этого вида не представляется разумным применять стратегию размножения в неволе, поскольку прежние попытки как поимки, так и размножения особей были не очень удачными, а оставшаяся популяция и так весьма малочисленна.